# Urologie
Ne doit pas être confondu avec Ufologie.

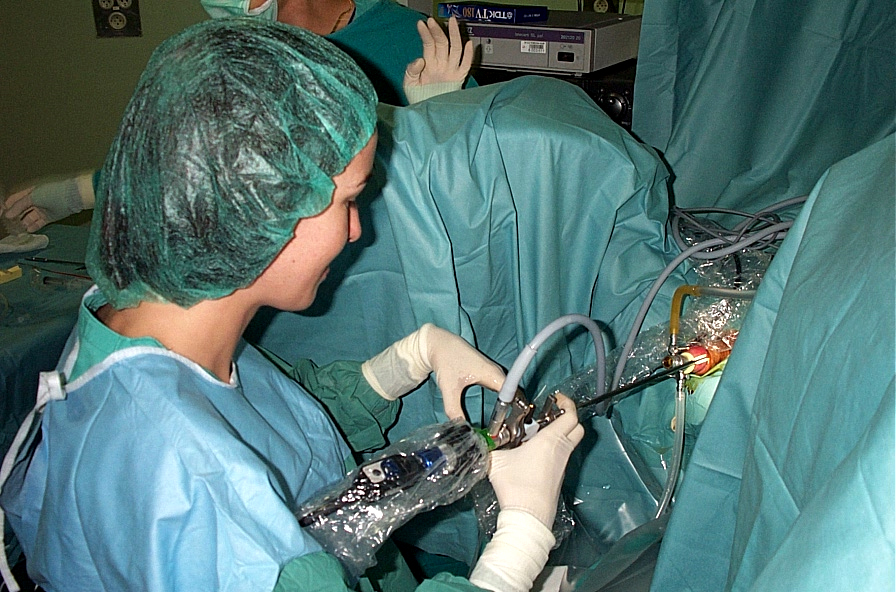
Résection transurétrale

L’urologie (du grec ancien οὖρον / oūron, « urine »,) est le domaine de la médecine qui s'applique aux reins, aux voies urinaires des femmes ou des hommes, au système reproducteur masculin (appareil urogénital masculin) et aux glandes surrénales.
Il s'agit d'une spécialité médicochirurgicale.
Les praticiens qui s'en occupent sont appelés urologues. En France ils sont titulaires du diplôme d'études spécialisées (DES) de chirurgie générale et du diplôme d'études spécialisées complémentaires (DESC) d'urologie.

## Histoire
L'urologie est une spécialité chirurgicale qui trouve ses racines dans l'antiquité gréco-romaine (décrite par Hippocrate et perfectionnée jusqu'au siècle de l'empereur Auguste), et notamment avec Aulus Cornelius Celsus (Ier siècle apr. J.-C.).

## Symptômes en urologie
| - Anurie - Anérection - Anéjaculation - Azoospermie - Colique néphrétique - Courbure pénienne - Dysurie - Énurésie nocturne - Hématurie | - Pollakiurie - Pyurie - Rétention aiguë d'urine - Torsion testiculaire |

## Méthodes d'exploration en urologie
| - Bilan urodynamique - Biopsies multiples de prostate - Cystoscopie - Cystographie rétrograde - Débitmétrie | - Échographie - Scanner et IRM de l'appareil urinaire - Scintigraphie rénale - Urétéroscopie - Urétérorénoscopie - Uréthrocystographie rétrograde - Urographie intraveineuse |

## Pathologies en urologie
| - Anorchidie - Ambiguïté sexuelle - Adénome de prostate - Adénome surrénalien - Calcul rénal - Calcul urétéral - Calcul de vessie - Cancer de la prostate - Cancer du rein - Cancer du testicule - Cancer de la vessie - Cancer du pénis - Cryptorchidie - Cystite - Ectopie testiculaire - Épididymite - Épispadias - Fibrose rétropéritonéale - Greffe rénale - Hypertrophie bénigne de la prostate - Hypospadias - Impuissance (dysfonction érectile) - Lithiase urinaire - Traumatisme testiculaire | - Malformations urétérales - Malformations vésicales - Malformations de la verge - Micropénis - Phimosis - Plaie de verge - Fracture du pénis - Priapisme - Prostatite aiguë - Prostatite chronique - Reflux vésico-urétéro-rénal - Rein unique - Rein en fer à cheval - Syndrome de la jonction pyélo-urétérale - Syndrome de la maladie post-orgasmique - Torsion testiculaire - Traumatisme du rein - Traumatisme de l'urèthre - Tuberculose urogénitale - Uréthrite ou urétrite - Hydrocèle - Varicocèle |

## Urologues célèbres
- Joaquín Albarrán (1860-1912), urologue français d'origine cubaine, pionnier de l'endo-urologie.
- Jean Auvert (1919-2017), urologue français de 1955 à 1988 participa dans l'équipe de Jean Hamburger à la première transplantation rénale réussie entre deux jumeaux non identiques en juin 1959 avec Jean Vaysse et dont le receveur, protégé par irradiation, vécut 28 ans.
- Maurice Camey, urologue français, il met au point les néovessies.
- Bernard Debré (1944-2020), urologue, homme politique et auteur français, fils de Michel Debré (ancien Premier Ministre).
- Jean-Michel Dubernard (1941-2021), urologue et homme politique français.
- Félix Guyon (1831-1920), chirurgien français, fondateur de l'école urologique française (première chaire à l'Hôpital Necker), pionnier de la lithotritie, a donné son nom au canal ulnaire du poignet et à la seringue dite de Guyon.
- Saad Khoury (1941-), urologue, pionnier dans le domaine de la création de recommandations basées sur les preuves.
- René Küss (1913-2006), urologue français, pionnier de la transplantation d'organes.
- Willy Grégoir (1920-2000), urologue belge, il met au point certaines techniques au niveau de la reconstruction péno-scrotale et de la réimplantation de méga-uretère par voie chirurgicale extra-vésicale (technique de Lich-Gregoir). Il est aussi le fondateur du prix qui porte son nom (médaille Willy Grégoir) qui récompense tous les 4 ans une personne ayant contribué au développement de l'urologie.
- Félix Legueu (1863–1939), qui a laissé son nom à l'opération de Dittel-Forgue-Legueu.
- Louis Michon (1892-1973), urologue français, première transplantation rénale en France avec Jean Hamburger, Oeconomos et Vaysse.
- Guy Vallancien (1946-), urologue français, a développé la chirurgie cœlioscopique en France.
- Jean-Paul Boiteux (1947-), urologue français, ancien secrétaire général de la CARMF (Caisse Autonome de Retraite des Médecins de France), fils de Marcel Boiteux (Institut, EDF).
- Farzaneh Sharifi (1961-), première urologue iranienne. Pionnière dans le traitement de l'incontinence urinaire qui introduit plusieurs innovations médicales au Moyen-Orient, comme l'utilisation de traitements électriques pour les problèmes urologiques.